# Sabino Coletta
Sabino Coletta (12 maja 1914) – piłkarz argentyński, obrońca.
Urodzony w Buenos Aires Coletta karierę piłkarską rozpoczął w 1933 roku w klubie CA Lanús. W 1934 roku grał w połączonej drużynie klubów Lanús i Talleres Remedios de Escalada. Po rozłączeniu drużyny Lanús i Talleres w 1935 roku ponownie grał w Lanús. W 1936 roku został graczem klubu CA Independiente.
Coletta razem z reprezentacją Argentyny zwyciężył w turniejach Copa Juan Mignaburu 1936 i Copa Juan Mignaburu 1938. Razem z klubem Independiente dwukrotnie zdobył tytuł mistrza Argentyny - w 1938 i 1939 roku. Jednocześnie dwukrotnie (w 1938 i 1939) zwyciężył w turnieju Copa Ibarguren.
Jako piłkarz klubu Independiente wziął udział w turnieju Copa América 1941, gdzie Argentyna zdobyła mistrzostwo Ameryki Południowej. Coletta zagrał tylko w meczu z Urugwajem – na 4 minuty przed końcem spotkania zastąpił na boisku José Salomóna).
Coletta grał w klubie Independiente do 1943 roku - łącznie w pierwszej lidze argentyńskiej rozegrał 253 mecze i zdobył 5 bramek. Z Independiente przeniósł się do Brazylii, gdzie w latach 1944–1945 grał w klubie CR Flamengo. W 1944 roku, razem z Flamengo, zdobył mistrzostwo stanu Rio de Janeiro.
W latach 1936–1941 Coletta rozegrał w reprezentacji Argentyny 7 meczów.